# Aeropuerto de Fernando de Noronha
El Aeropuerto de Fernando de Noronha (en portugués: Aeroporto de Fernando de Noronha) es un Aeropuerto ubicado en el archipiélago brasileño de Fernando de Noronha, en el océano Atlántico, su código ICAO es SBFN.
El Aeropuerto opera vuelos de cabotaje las 24 horas, posee una pista de 1840 metros de largo, y tiene capacidad para recibir grandes aeronaves como el Boeing 737, el actual terminal de pasajeros es considerado pequeño para el flujo de pasajeros que recibe, desde hace años se espera que el gobierno del estado de Pernambuco inicie los procedimientos debidos para su modernización y ampliación.

## Historia
La primera pista del aeropuerto fue construida en 1934, los estadounidenses mediante el Airport Development Program construyeron una nueva pista y terminal de pasajeros, en 1975 se le hizo un ampliación para que pudiesen aterrizar aviones del tamaño de los Boeings.
En 2022, recibió 149.839 turistas, en su mayoría provenientes de São Paulo, Pernambuco y Río De Janeiro.

## Líneas aéreas
El aeropuerto actualmente recibe vuelos de las siguientes empresas aéreas con los siguientes destinos:
| Aerolíneas                    | Ciudades       |
| ----------------------------- | -------------- |
| Azul Líneas Aéreas 2 destinos | Natal / Recife |
| Gol Linhas Aéreas 1 destino   | Recife         |
| LATAM Airlines 1 destino      | Recife         |